# Karalga, Khanapur
Karalga là một làng thuộc tehsil Khanapur, huyện Belgaum, bang Karnataka, Ấn Độ.